# Jadsom
Jadsom Meemyas de Oliveira da Silva, noto semplicemente come Jadsom (Recife, 20 maggio 2001), è un calciatore brasiliano, centrocampista dell'Al-Wahda.

## Caratteristiche tecniche
È un centrocampista difensivo.

## Carriera
Cresciuto nel settore giovanile dello Sport Recife, debutta in prima squadra il 3 febbraio 2019 in occasione dell'incontro del Campionato Pernambucano vinto 2-0 contro l'América-PE. Il 21 febbraio 2019 viene acquistato dal Cruzeiro con cui debutta in Série A il 27 luglio contro l'Athl. Paranaense.
Dopo una stagione nel campionato cadetto, nel 2021 passa a titolo definitivo al RB Bragantino.
L'11 febbraio 2025 viene acquistato dal club emiratino dell'Al-Wahda.

## Statistiche

### Presenze e reti nei club
Statistiche aggiornate al 12 maggio 2021.
| Stagione        | Squadra         | Campionato      | Campionato | Campionato | Coppe nazionali | Coppe nazionali | Coppe nazionali | Coppe continentali | Coppe continentali | Coppe continentali | Altre coppe | Altre coppe | Altre coppe | Totale | Totale |
| Stagione        | Squadra         | Comp            | Pres       | Reti       | Comp            | Pres            | Reti            | Comp               | Pres               | Reti               | Comp        | Pres        | Reti        | Pres   | Reti   |
| --------------- | --------------- | --------------- | ---------- | ---------- | --------------- | --------------- | --------------- | ------------------ | ------------------ | ------------------ | ----------- | ----------- | ----------- | ------ | ------ |
| 2019            | Sport Recife    | A1/PE+B         | 1+0        | 0          | CB              | 0               | 0               |                    | -                  | -                  |             | -           | -           | 1      | 0      |
| 2019            | Cruzeiro        | M1/MG+A         | 0+1        | 0          | CB              | 0               | 0               |                    | -                  | -                  |             | -           | -           | 1      | 0      |
| 2020            | Cruzeiro        | M1/MG+B         | 11+27      | 0          | CB              | 3               | 0               |                    | -                  | -                  |             | -           | -           | 41     | 0      |
| 2021            | RB Bragantino   | A1/SP+A         | 6+0        | 0          | CB              | 1               | 0               | CS                 | 3                  | 0                  |             | -           | -           | 10     | 0      |
| Totale carriera | Totale carriera | Totale carriera | 46         | 0          |                 | 4               | 0               |                    | 3                  | 0                  |             | -           | -           | 53     | 0      |